# Pseudobatos lentiginosus
Pseudobatos lentiginosus es una especie de peces de la familia Rhinobatidae en el orden de los Rajiformes.

## Morfología
Los machos pueden llegar alcanzar los 75 cm de longitud total y los 76 cm las hembras.

## Reproducción
Es ovíparo.

## Distribución geográfica
Se encuentra en las costas del Atlántico occidental: desde Carolina del Norte (Estados Unidos) hasta el norte del golfo de México y la península de Yucatán (México).

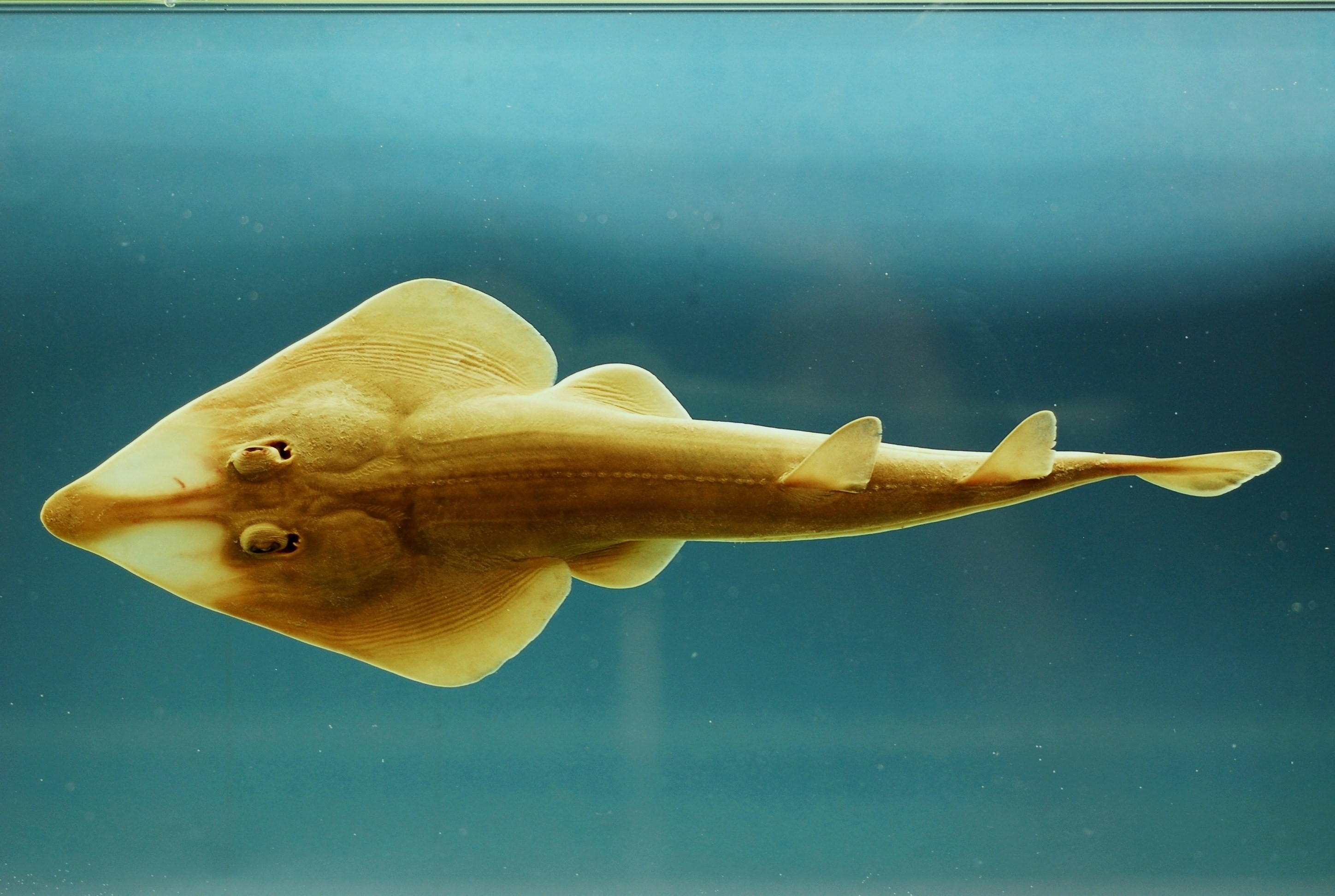
Pseudobatos lentiginosus